# Grå taggnäbb
Grå taggnäbb (Acanthiza cinerea) är en fågel i familjen taggnäbbar inom ordningen tättingar.

## Utbredning och systematik
Fågeln förekommer på Nya Guinea från Arfak-bergen till sydöstra Nya Guinea. Den behandlas som monotypisk, det vill säga att den inte delas in i några underarter.

### Släktestillhörighet
Tidigare betraktades den bland sångsmygarna i släktet Gerygone, men DNA-studier visar att den är närmare släkt med taggnäbbarna i Acanthiza och har därmed förts över till det släktet.

## Status
IUCN kategoriserar arten som livskraftig.